# Boxe aux Jeux panaméricains de 1979
Navigation
Édition précédente Édition suivante
Les compétitions de boxe anglaise des Jeux panaméricains 1979 se sont déroulées du 1er au 15 juillet à San Juan, Porto Rico.

## Résultats

### Podiums
| Catégories                    | Or                | Argent            | Bronze                               |
| Poids mi-mouches (-48 kg)     | Héctor Ramírez    | Richard Sandoval  | Eduardo Burgos Gilberto Sosa         |
| Poids mouches (-51 kg)        | Alberto Mercado   | Pedro Nolasco     | Ian Clyde Jerome Coffee              |
| Poids coqs (-54 kg)           | Jackie Beard      | Luis Pizarro      | Héctor Lazaro Santiago Caballero     |
| Poids plumes (-57 kg)         | Bernard Taylor    | Naudi Pineiro     | Fernando Sosa Felipe Orozco          |
| Poids légers (-60 kg)         | Adolfo Horta      | Roberto Andino    | Rafael Rodriguez Guillermo Fernández |
| Poids super-légers (-63,5 kg) | Lemuel Steeples   | Hugo Hernández    | Jose Aguilar Pedro Cruz              |
| Poids welters (-67 kg)        | Andres Aldama     | Mike McCallum     | José Baret Javier Colin              |
| Poids super-welters (-71 kg)  | José Angel Molina | James Shuler      | Francisco de Jesus Jorge Amparo      |
| Poids moyens (-75 kg)         | José Gomez        | Carlos Fonseca    | Alfred Thomas Oscar Florentín        |
| Poids mi-lourds (-81 kg)      | Tony Tucker       | Dennis Jackson    | Patrick Fennel Clemente Ortiz        |
| Poids lourds (+81 kg)         | Teófilo Stevenson | Narciso Maldonado | Rufus Hadley Luis Castillo           |

### Tableau des médailles
| Place | Pays                   | Médaille d'or, Amérique | Médaille d'argent, Amérique | Médaille de bronze, Amérique | Total |
| ----- | ---------------------- | ----------------------- | --------------------------- | ---------------------------- | ----- |
| 1     | Cuba                   | 5                       | 0                           | 2                            | 7     |
| 2     | États-Unis             | 4                       | 2                           | 2                            | 8     |
| 3     | Porto Rico             | 2                       | 4                           | 1                            | 7     |
| 4     | République dominicaine | 0                       | 1                           | 4                            | 5     |
| 5     | Argentine              | 0                       | 1                           | 2                            | 3     |
| 5     | Venezuela              | 0                       | 1                           | 2                            | 3     |
| 7     | Brésil                 | 0                       | 1                           | 1                            | 2     |
| 8     | Jamaïque               | 0                       | 1                           | 0                            | 1     |
| 9     | Mexique                | 0                       | 0                           | 2                            | 2     |
| 9     | Canada                 | 0                       | 0                           | 2                            | 2     |
| 11    | Chili                  | 0                       | 0                           | 1                            | 1     |
| 11    | Colombie               | 0                       | 0                           | 1                            | 1     |
| 11    | Équateur               | 0                       | 0                           | 1                            | 1     |
| 11    | Guyana                 | 0                       | 0                           | 1                            | 1     |
| Total | 14 pays médaillés      | 11                      | 11                          | 22                           | 44    |